# Laverstoke
Laverstoke – wieś w Anglii, w hrabstwie Hampshire, w dystrykcie Basingstoke and Deane. Leży 20 km na północ od miasta Winchester i 87 km na zachód od Londynu.